# Vicianose
Le vicianose est un diholoside (ou disaccharide) composé d'une unité L-arabinose et d'une D-glucose liées par une liaison osidique α(1→6).
On le rencontre notamment dans la vicianine, un glycoside cyanogène où il est l'ose lié au (R)-mandélonitrile. L'enzyme vicianine bêta-glucosidase catalyse l'hydrolyse de la (R)-vicianine en mandélonitrile and vicianose.
Le vicianose est également présent dans le cyanidine 3-vicianoside, l'un de principaux pigments responsables de la couleur bleue des fruits de Viburnum dentatum .